# Casa de l'Ensenyança
La Casa de l'Ensenyança va ser construïda en Xàtiva el 1758 per disposició de l'arquebisbe Mayoral per educar xiquets pobres, igual com havia fet a la ciutat de València. És obra de Fra José Alberto Pina, frare carmelita que va exercir com a arquitecte municipal i que va treballar també en l'obra de la Seu.
Es va edificar seguint les pautes de l'estil classicista, amb planta trapezoidal i tres façanes en les quals destaquen elements com les balconades de ferro forjat i l'escut de l'arquebisbe sobre l'entrada principal. L'interior es desenvolupa al voltant d'un pati amb arcs i es comunica a través d'una gran escala decorada amb ceràmica. Va ser durant molts anys institut de batxillerat de la ciutat.

## Història

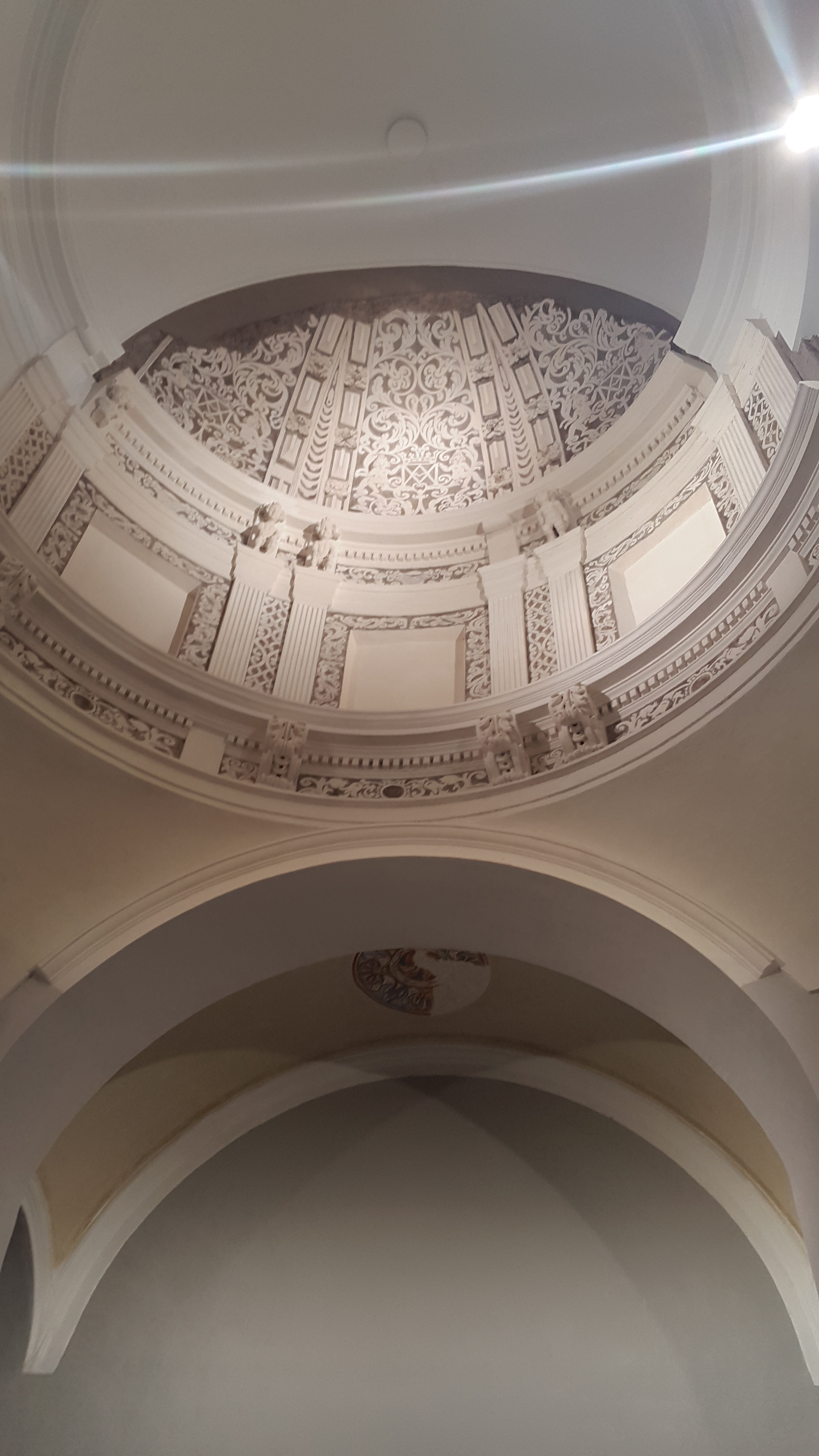
Cúpula Casa de l'Ensenyança

L'arquebisbe de València D. Andrés Mayoral, anticipant-se a les exigències de la cultura i de la vida moderna, va comprendre tota la importància del problema de l'educació cristiana en la infantesa, a qui va consagrar la seua iniciativa, així com els seus recursos econòmics.
Per aquesta causa va disposar la fundació per crear dos establiments pareguts en organització i idèntics en el seu fi. Per una part sufragar les despeses de la seua assistència i aliments en el Col·legi de les classes acomodades, així com ajudar a aquells de classe humil a poder estudiar.
Per aquestes causes esmentades és per les que crea el Col·legi Andresià. El pis de baix el dedica a l'escola pública de xiquets. L'altre establiment el dedica a les ensenyances de les xiquetes. El segon pis el va destinar a l'educació i el recolliment de donzelles de distingit naixement i els pisos principals i baix per a l'ensenyança gratuïta de xiquetes pobres. A aquest establiment el va nomenar Casa Ensenyança i va donar per al seu règim una minuciosa reglamentació, confiant la seua direcció a una Superiora i l'ensenyança a algunes mestres que eren retribuïdes amb 1 o 2 lliures mensuals. Aquestes mestres quasi havien de dur una vida monàstica, pronunciant els vots de castedat i obediència.
Per a realitzar aquestes fundacions va sol·licitar reial llicencia per adquirir solars i amortitzar-los justament amb els béns de quantitat i renda suficients per al sosteniment d'aquelles formes ajustades estrictament a la llei perquè deixara assegurada la seua permanència i perpetuïtat.
Va sol·licitar també per a agregar a aquestes amortitzacions la dels béns que li va deixar en herència amb aquest objectiu Dr. D. Joseph Moreno, obtenint-ho tot gràcies a les Reials Provisions de 1759.
Arran d'aquesta primera Reial Provisió va començar a construir-se l'edifici destinat a Casa Ensenyança general i gratuïta. Es va començar a donar aquest servei en el següent any de 1762.
Immediatament després de la mort del Arquebisbe Mayoral, es van confiscar tots els béns constitutius de les seues fundacions per part del Tribunal d'Espolis, des d'aleshores la Casa Ensenyança va tenir una vida independent, administrant els seus béns un director gratuït que nomenava el Colector General d'Espolis.

## Remodelació

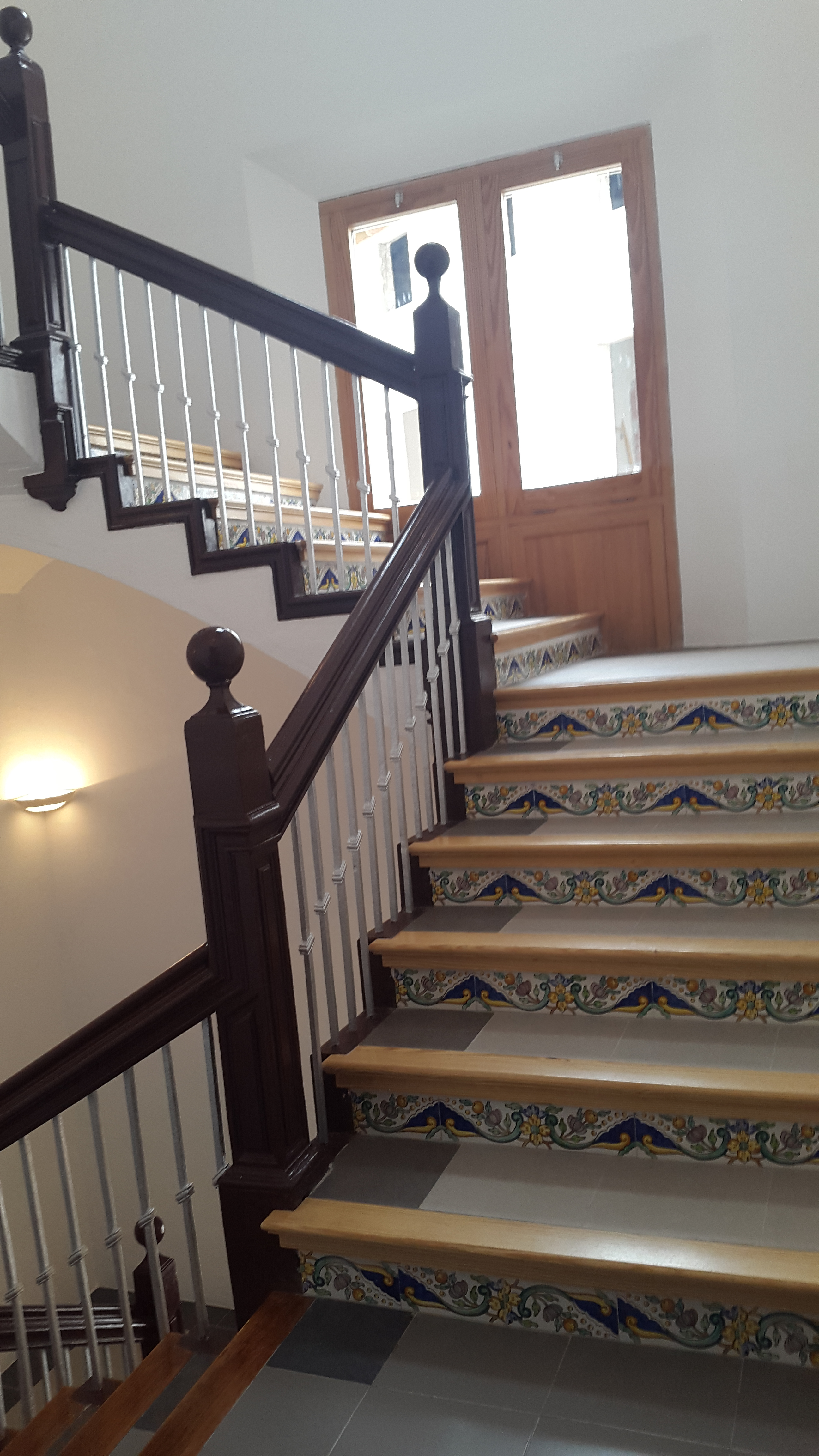
Escales restaurades de la Casa de l'Ensenyança

Endinsant-nos a la dècada dels 90, no serà fins a 1991 i sota la direcció de Mariano González Baldoví quan es va projectar en la Casa de l'Ensenyança la ubicació del Museu de Belles Arts de la ciutat de Xàtiva.
A partir d'aquest moment la Casa de l'Ensenyança tanca les portes i és d'aquesta forma com comença a sumir-se en l'oblit, la decadència i la foscor fins al segle XXI. És en aquest moment quan l'ajuntament de Xàtiva obri de nou les portes i comencen les excavacions arqueològiques i la restauració de l'edifici existent, així com la construcció d'un edifici continu de nova planta.
Serà a partir d'aquest moment quan la projecció d'un Museu de Belles Arts per a la ciutat de Xàtiva cobra vida. El punt de partida d'un camí que ha durat més de 7 anys i on es va haver d'adequar l'edifici a museu. Una àrdua tasca que culmina amb el trasllat i col·locació de cadascuna de les peces que formen part de la història i la cultura, un fet que no ha pogut començar a realitzar-se fins a març del 2014.
Aquest museu fou inaugurat el 20 de febrer de 2015, allotjant els fons artístics de la ciutat, traslladats del Museu de l'Almodí.

## Arquitectura
L'edifici de la Casa de l'Ensenyança consta de planta baixa i dos pisos, quedant al nord i junt amb la façana una torre que porta en el seu interior la caixa d'escales que articulava l'edifici amb l'antiga parròquia de Santa Tecla per a poder assistir als servicis religiosos sense eixir al carrer. El seu interior es desenvolupa a partir d'un pati interior que comunica vestíbul i cotxera per mitjà d'arcs rebaixats de grans llums.
La façana és absolutament simètrica amb 5 balcons de forja per planta. L'obertura de la porta ostenta l'escut de l'Arquebisbe Mayoral entre rocalles i lleons.

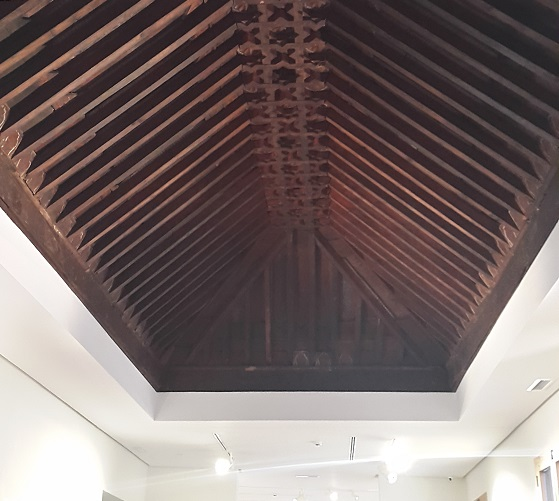
Encavallada procedent del Palau de Pinohermoso

El cos central de l'edifici consta de tres plantes i una torre, situada en el lateral dret sobre la caixa de l'escala. L'ala esquerra, la disposició obliqua del qual respecte a cos central és obligada per la trama viària, consta del mateix nombre de plantes.
L'ala dreta ue té quatre plantes, està adossada, i inclòs construïda, sobre els contraforts de la desapareguda Església de Santa Tecla, i són especialment interessants les restes de la cornisa, tambor i petxines, de l'antiga capella de la Mare de Déu de la Salut, que encara es mantenen en peu adossats al final d'aquesta ala.
En el pati central apareixen dos arcs carpanell que suporten els corredors, sens dubte posterior a la resta de la fàbrica, que organitzen la circulació en les plantes, aclarint el cos principal i el del fons de tal comesa.
A una sala del museu es pot veure al sostre una encavallada d'entrecinta procedent del Palau de Pinohermoso.

## Pintura

### Art pop
L'art pop és un estil molt típic dels anys seixanta i setanta del segle xx. Va nàixer i es va desenvolupar als Estats Units i prompte va passar a l'Europa Occidental.
La Casa de l'Ensenyança, actualment Museu de Belles Arts, disposa d'una sala amb pintures típiques d'aquest estil. Destaca un quadre de l'Escola de París amb elements característics de Picasso i de Van Gogh.

### Pintors espanyols

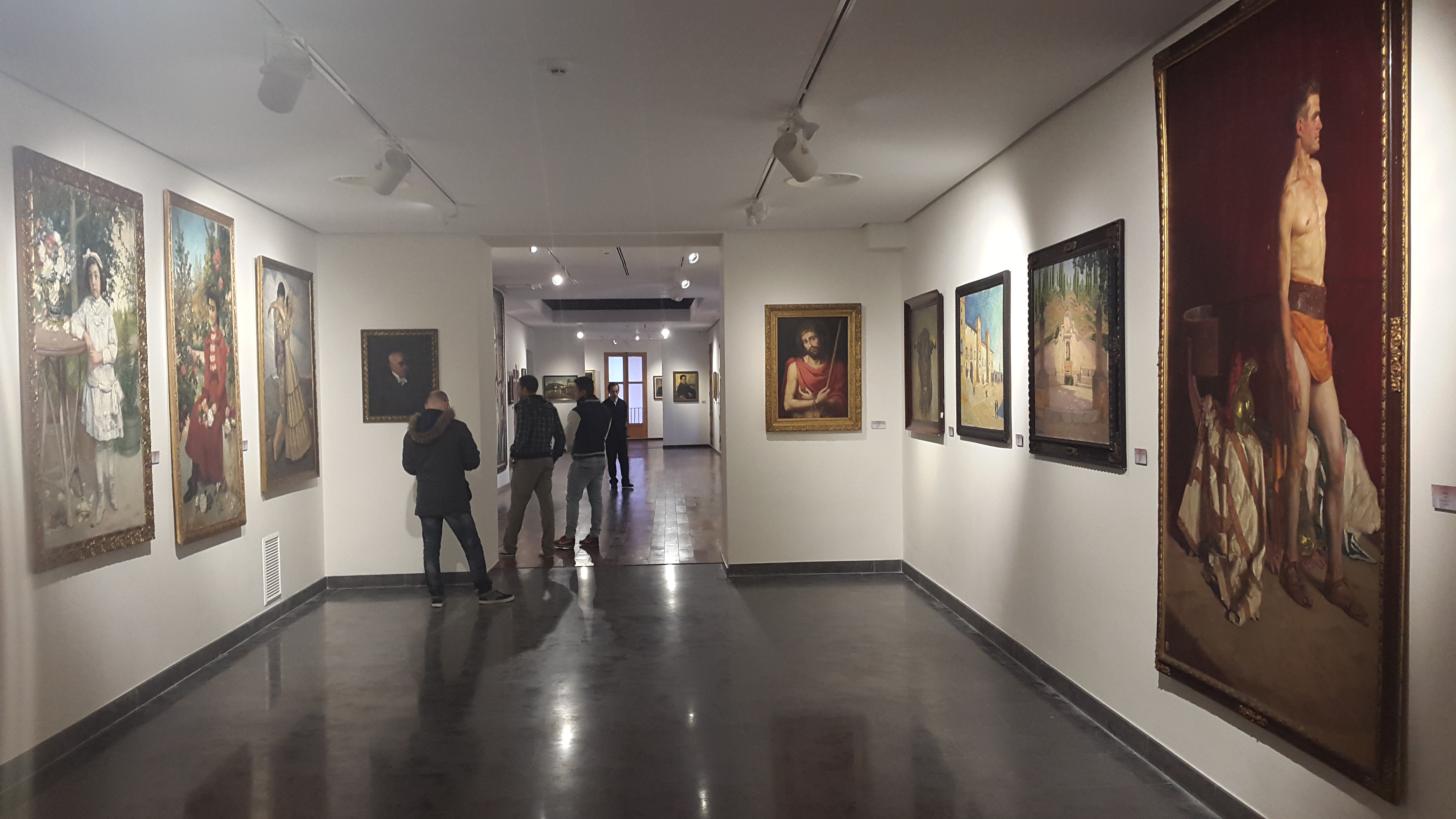
Sala del museu dedicada a pintors espanyols

Al museu hi ha una sala dedicada especialment a pintors nascuts a Espanya, com són: 
- Santiago Rusiñol
- José Guiteras Soto
- José Benlliure Gil
- José Gutiérrez Solana
- Joaquin Tudela
- Juan Francés
- José García Tortosa "El Vernia"
- José Estruch Martínez
- Rafael Perales Tortosa
- Vicente Santaolaria, entre d'altres.

A aquesta sala destaquen els retrats realitzats per Vicente Castell, a la coneguda família Sarthou, i el retrat de Vicente Giner pintant a Sorolla.

### Retrats dels reis Borbons

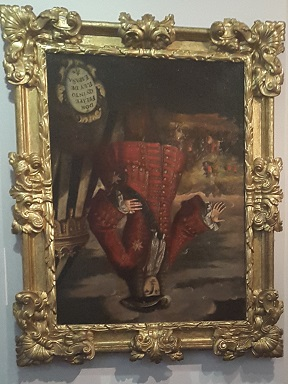
Retrat de Felip V cap per avall

A aquesta sala trobem retrats dels segles xviii i xix dels reis Borbons, com són: 
- María Luisa Gabriela de Saboya
- Luís I
- Carles III
- Carles IV
- Fernando VII
- Mª Luisa de Parma
- Alfonso XII
- Isabel II

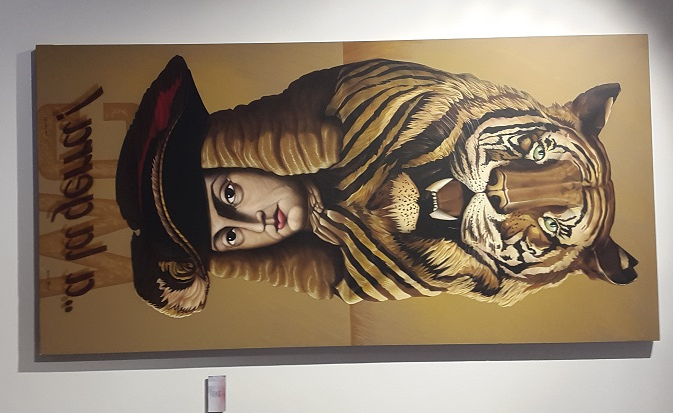
Obra d'Antoni Miró

Destaca a aquesta sala el quadre de Jose Amorós del retrat de Felip V, el qual és conegut per estar cap per avall amb motiu que en l'any 1940, el conservador de Museu D. Carlos Sarthou el va col·locar en aquesta posició, en venjança simbòlica cap a aquest monarca per haver ordenat l'incendi i destrucció de Xàtiva a la Guerra de Successió. Des de llavors roman en aquesta postura.
Seguint la particularitat del retrat de Felip V cap per avall, trobem l'obra d'Antoni Miró de 1989.

## Gravats
Es coneix com a gravat a la tècnica d'impressió o art que suposa un treball previ sobre una superfície que després es cobreix amb tinta i de la qual s'obté, per premsat, diferents còpies d'un mateix model.
Al Museu hi ha una sala dedicada a aquesta tècnica, on es disposa de dispositius digitals per observar tot el procediment de realització del gravat, i on destaquen les col·leccions de Goya i de Jacques Callot.

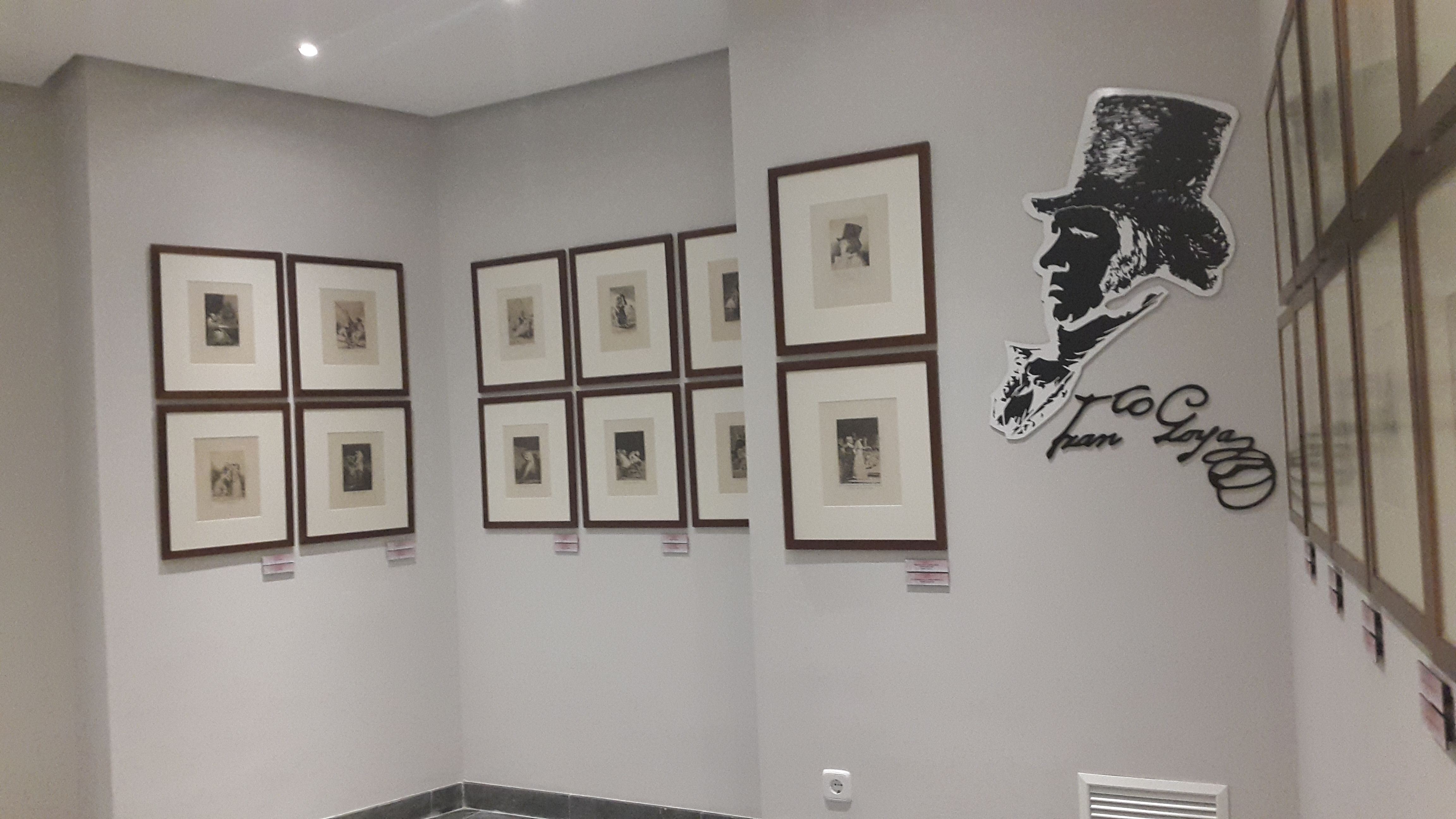
Gravats de Goya

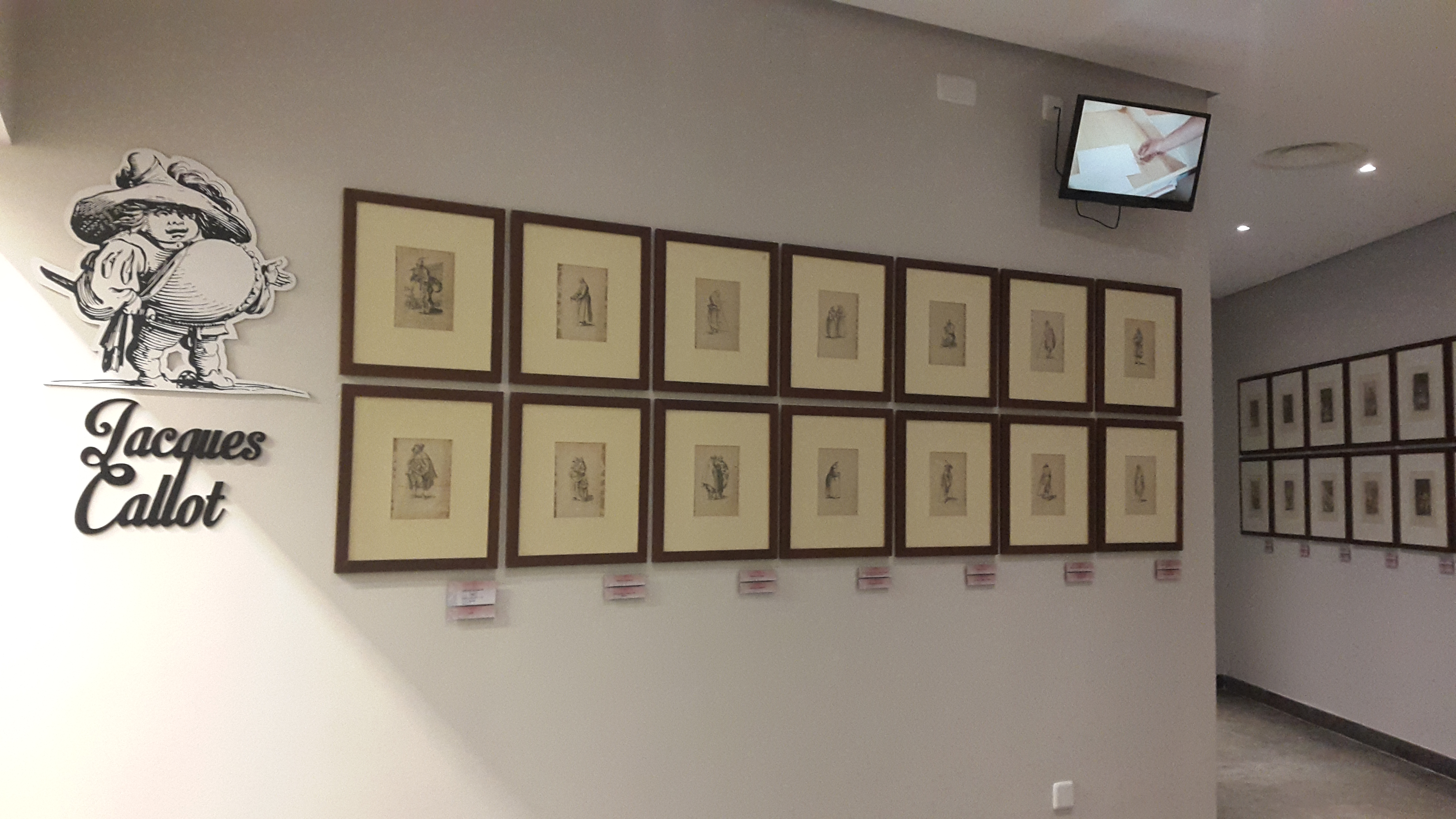
Gravats de Jacques Callot

## Fons Família Llaudes
Al museu hi ha una sala dedicada a la família Llaudes, on es pot trobar pintures i objectes pertanyents a aquesta família, que el museu va adquirir a través d'una subhasta.

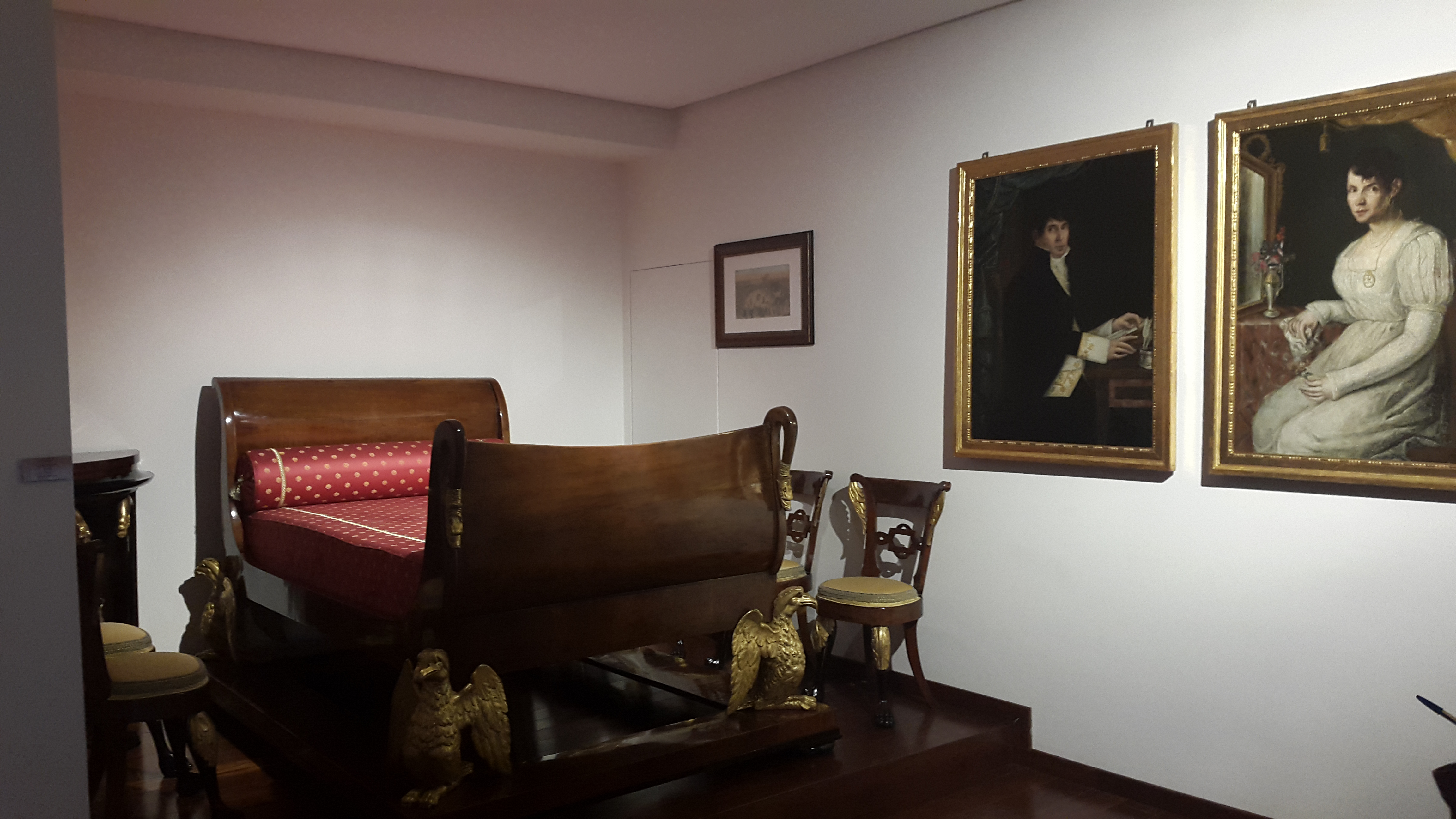
Fons Família Llaudes al museu